# Nationale Unie (Nederlandse beweging)
De Nationale Unie was tussen 1925 en 1934 een politieke, rechts-georiënteerde beweging in Nederland, met antidemocratische uitgangspunten. Zij was oorspronkelijk opgericht als studieclub, met als doelstelling de scherpe tegenstellingen tussen de contemporaine politieke partijen te verminderen en tot bezinning op de democratie op te roepen. De Nationale Unie was opgericht door F.C. Gerretson en R.F. Groeninx van Zoelen. Onder Gerretsons voorzitterschap (1932-1934) trad de Nationale Unie met allerhande opkomende groeperingen (waaronder de Algemeene Nederlandsche Fascisten Bond (ANFB) van Jan Baars) in bespreking. Uiteindelijk fuseerde de Nationale Unie met de ANFB tot de Corporatieve Concentratie.
De Nationale Unie is voortgekomen uit een kring van mannen van uiteenlopende politieke overtuiging, die in september 1924 op initiatief van het toenmalige Kamerlid ds. Van der Voort van Zijp voor het eerst bijeen kwam. Na gedurende een half jaar regelmatig besprekingen te hebben gehouden, werd men het in die kring eens over een formulering, die de “Grondstelling” der Nationale Unie werd. In de in 1928 aangenomen statuten der Nationale Unie wordt 1 januari 1925 als de officiële oprichtingsdatum genoemd.
De Nationale Unie is lastig als eenduidig 'fascistisch' te karakteriseren. Uit haar gelijknamige tijdschrift een relevant citaat:
Wij zijn fascist, dat wil zeggen onze denkbeelden komen overeen met het fascisme, in zooverre zijn wij voorstanders van het corporatief staatsbestel. Maar wij zijn anti-fascist in zoover de grondslag van het fascisme etatistisch is, in zoover het fascisme de individu onderwerpt aan de absolute vergoddelijkte staatsidee en dientengevolge o.a. het gezin beschouwt als een orgaan van den staat.

## Bekende leden en sympathisanten
- J.W.G. Boreel van Hogelanden (Vrijheidsbond; voorzitter)
- M.R.J. Brinkgreve
- J.M.A.C. van Dongen (RKSP)
- E.C. van Dorp (Liberale Partij)
- J.A. Eigeman (Vrijheidsbond)
- Vice-admiraal J. Th. Furstner
- F.C. Gerretson (CHU)
- R.F. Groeninx van Zoelen
- A.H. baron van Hardenbroek van Ammerstol (Liberale Partij)
- J.C. Kielstra (ARP)
- A.A. Mussert (sympathisant Vrijheidsbond)
- W.M. Westerman (Vrijheidsbond)
- C. van der Voort van Zijp (ARP)